# Zwycięzca śmierci (pieśń)
Zwycięzca śmierci – polska pieśń wielkanocna o dostojnej, uroczystej melodii. Pochodzi ona z Krakowa. Poza wielkanocnym okresem roku liturgicznego śpiewana jest na pogrzebach.
Poza pieśnią istnieje książka o takim tytule, która zawiera obrzędy Triduum Paschalnego, a także Niedzieli Wielkanocnej wraz z oktawą.

## Tekst
Zwyciężca śmierci, piekła i szatana,
Wychodzi z grobu dnia trzeciego z rana:
Naród niewierny trwoży się, przestrasza,
Na cud Jonasza, Alleluja!
Ziemia się trzęsie, straż się grobu miesza,
Anioł zstępuje, niewiasty pociesza:
Patrzcie mówi im, grób się próżny został,
Pan zmartwychpowstał — Alleluja!
Ustąpcie od nas smutki i trosk fale,
Gdy Pan Zbawiciel tryumfuje w chwale:
Ojcu swojemu uczynił już zadość,
Nam niesie radość — Alleluja!
Cieszy swych uczniów co mu wierni byli,
Utwierdza w wierze aby nie wątpili:
Obcuje z niemi, daje nauk wiele,
O swym Kościele — Alleluja!

Już nie spółkuje z narodem niewiernym,
Samym się tylko ukazuje wiernym:
Nieśmiertelności przedstawia znamiona,
Wśród uczniów grona — Alleluja!
Boleści, rany, wzgardy wyrządzone,
I śmierć haniebna, są już nadgrodzone:
Za poniżenia został wywyższony,
Nad wszystkie trony — Alleluja!
Ciesz się Syonie Chrystusów kościele!
Oto zabity Bóg twój żyje w ciele;
Śpiewaj z weselem: Pan króluje z drzewa,
Jak Dawid śpiewa — Alleluja!
Cieszmy się wszyscy, już śmierć pohańbiona,
Wina pierwszego Rodzica zgładzona,
Niebios zamkniętych otwarta jest brama,
Synom Adama — Alleluja!
Stargawszy pęta nałogów grzechowe,
Chrystusa wzorem wiedźmy życie nowe,
Zdala mijając nieszczęść naszych groby,
Miejsca, osoby — Alleluja!
Przez twe chwalebne Chryste zmartwychwstanie,
Daj w łasce twojej stateczne wytrwanie,
I niech tak w chwale, jakoś ty równie my
Zmartwychwstaniemy — Alleluja!